# 15e régiment d'infanterie territoriale
Le 15e régiment d'infanterie territoriale est un régiment d'infanterie de l'armée de terre française qui a participé à la Première Guerre mondiale.

## Création et différentes dénominations
Le régiment reçoit son numéro par décret du 19 mars 1875, en prévision de la mobilisation
.

## Chefs de corps
2 août 1914. Lieutenant-colonel Soulié
5 avril 1915. Colonel Mayran
13 octobre 1915. Lieutenant-colonel Armand Souillard

## Historique des garnisons, combats et batailles du15eRIT

### Première Guerre mondiale

#### 1914
Composé le 1er août 1914, le 15e RIT est rassemblé et équipé à Laon, où il cantonne entre la place du Palais-de-Justice et la Citadelle. Le 4 août après minuit, 31 officiers, 2 807 hommes de troupe et 20 chevaux embarquent à la gare en trois détachements. Le régiment cantonne à Haudainville, au sud-est de Verdun. Il supplée le 166e RI, et est affecté à des travaux de défense des forts, des patrouilles, etc.
Les premiers accrochages avec des patrouilles allemandes se produisent dans la plaine de la Woëvre le 8 septembre. Le régiment est toujours employé à des travaux de défense, mais certains éléments sont mis en première ligne, entre Broville et Herméville.

#### 1915
Le régiment est « hautement » félicité (avec d'autres unités) par le gouverneur de Verdun, le 7 avril, pour « l'endurance montrée à la cote 219 pendant le bombardement de cette cote par une batterie du 21e [RA] ». Il reste dans le même secteur de la région de Verdun (Étain, Gussainville, Les Éparges…),, 
.

#### 1916
En février, le 15e RIT est pris dans les bombardements violents liés à l'offensive allemande sur Verdun. 
Le 28 mars, il est en repos vers Revigny et Bar-le-Duc, avant de repartir à Verdun. Le 20 juin, il est déplacé à Blercourt (Meuse), au sud de Verdun, puis à Ambly. Le 22, il assure la relève d'unités en poste dans le secteur (tranchée de Calonne…), puis en Champagne, vers Somme-Suippe et Perthes (Marne). Le 30 août, le régiment vient stationner au camp de Mailly. Le 22 septembre, il rejoint Saint-Omer-en-Chaussée (Oise), avant de gagner le 8 octobre la vallée de la Somme, entre Péronne et Albert, dans le secteur de Maricourt, Curlu, Suzanne (Somme). Il est mis à la disposition de la 18e division d'infanterie, où il contribue au ravitaillement des premières lignes. Le régiment est relevé le 18 novembre, avant de reprendre position à la fin de décembre.

#### 1917
Le 23 janvier, le régiment part en repos, avant de rejoindre la gare de Lœuilly (Somme). Il y embarque le 12 février pour arriver à Châlons-sur-Marne. Il s'installe dans le secteur de Fismes (début mars), où il est réorganisé comme toutes les unités territoriales et mis à la disposition du 6e parc d'artillerie. Il est affecté à la création et l'exploitation de dépôts de munitions dans la région de Muscourt, Cuiry-lès-Chaudardes, Beaurieux, etc., en vue de l'offensive du Chemin des Dames. Dans les jours qui la précèdent, il reçoit comme consignes de rejoindre progressivement Sainte-Croix (par Craonne) et Aubigny (par Corbeny) pour réparer les voies de communication ; ces objectifs ne seront pas atteints. L'unité rejoint alors Romain, près de Fismes (Marne), où il est affecté aux mêmes travaux.
Le 6 août, le 15e RIT embarque à Dormans pour Charmes (Vosges). Au début du mois suivant, le régiment cantonne vers Herbéviller, Mignéville, Neuviller (Meurthe-et-Moselle).

#### 1918
Au 1er janvier, le régiment se compose de deux bataillons comprenant chacun trois compagnies et une compagnies de mitrailleurs (à quatre sections de deux pièces). Il est toujours au nord-est de Baccarat. 
À la fin du mois, le 15e RIT cantonne dans le secteur de Ménarmont, Fontenoy-la-Joûte et Magnières (Meurthe-et-Moselle). C'est là que, le 14 février, le chef de corps annonce la décision du haut commandement de dissoudre l'unité. Le 28 février, les opérations de dissolution sont achevées.
Le régiment a perdu trois officiers, dix-huit sous-officiers, et cent vingt-huit soldats.

## Drapeau
Il porte, cousues en lettres d'or dans ses plis, les inscriptions suivantes :
- Verdun 1916
- La Somme 1916

En sa dissolution, en février 1918, le journal de marche évoque le drapeau du régiment « sur la soie duquel les noms de Verdun — pour vingt-trois mois de défense consécutive —, de Champagne, de Somme et d'Aisne mériteront de marquer sa participation à d'héroïques combats ».